# ФК Слобода Мркоњић Град
ФК Слобода је фудбалски клуб из Мркоњић Града, који тренутно наступа у Првој лиги Републике Српске и игра на стадиону Луке који има 2.000 мјеста за сједење. Клуб је постао прволигаш први пут у својој историји 2010. године, а до сада је био шампион Друге лиге (2009/10) и два пута шампион Регионалне лиге Републике Српске (1997/98, 2006/07).
Проглашен је најбољим спортским колективом мркоњићке општине у 2009. Године 2010. је основан Клуб пријатеља, који помаже Слободу финансијски и организационо.

## Историја
Клуб је основан 1945. године. У сезони 1955/56. Слобода је играла у Подсавезној лиги, али је исте године испала пошто је заузела дванаесто мјесто. Један од највећих успјеха клуба је учешће у четвртфиналу Купа Босне и Херцеговине 1966. године, када је поражен од сарајевског Жељезничара. Крајем 1960-их је почео да игра у Бањалучкој зонској лиги и у сезони 1969/70. је заузео осмо мјесто. Тих година је формирана Републичка лига БиХ, али Слобода није успјела да се пласира у овај ранг такмичења.
Након завршетка рата у Босни и Херцеговини, клуб је наступао у Трећој лиги Бањалуке, а 2000. се пласирао у Другу лигу група „Запад“. Ту је наступао до 2006, када је клуб заузео четрнаесто мјесто и испао поново у Трећу лигу. Следеће године Слобода је била првак ове лиге и поново се пласирала у виши ранг. У сезони 2007/08. је била шеста, а наредне године трећа на табели, да би сезону 2009/10. завршила као првак.
Прву прволигашку утакмицу фудбалери Слободе су одиграли 14. августа 2010. на стадиону Луке, када су славили против Радника из Бијељине.